# 장태희 (배우)
장태희(본명: 장희수, 1963년 2월 27일 ~ )는 대한민국의 배우이다.

## 학력
- 무학여자고등학교

## 생애
서울특별시 중구 초동에서 출생하였으며 신장은 166cm이고 체중은 47kg인 그녀는 1974년 TBC 동양방송 TV 드라마에서 아역 연기자로 첫 데뷔를 하였고 1981년 미스 롯데 5기로 선발되었으며 이어 같은 해 KBS 한국방송공사 8기 공채 탤런트로 성인연기자로 시작하였으나 1994년 5월 결혼과 함께 방송활동을 잠정 중단했다가 1995년  시작된 GTV <무럭무럭 쑥쑥>의 진행을 맡아 본격적인 방송활동을 재개했으며  2000년 장순천에서 장희수로 활동명을 바꾸었고 2015년 장희수로 정식 개명하였다.
2024년 플로르방송제작사와 연기 생활 43년 만에 첫 소속사 전속체결을 하며 장태희로 새출발하였다.
여담으로, 그의 부모님은 이북(以北) 실향민이다. 아버지는 함경남도 함흥시 출신이고, 어머니는 황해도 해주시 출신이다.

## 출연작

### 드라마
- 1981년 KBS1 8.15특집 드라마 《얼어붙은 바다》
- 1982년 KBS2 일일드라마 《서울의 지붕 밑》
- 1982년 KBS1 대하드라마 《풍운》
- 1982년 ~ 1983년 KBS2 목금드라마 《여자의 강》
- 1984년 KBS1 특집드라마 《딸의 미소》
- 1984년 KBS2 미니시리즈 《객주》
- 1985년 KBS2 일일드라마 《꽃반지》
- 1986년 KBS1 특집드라마 《나타리아》
- 1986년 KBS1 한강특집드라마 《아리수별곡》
- 1987년 KBS2 단막드라마 《TV 손자병법》
- 1987년 KBS 특별기획드라마 《토지》
- 1988년 KBS1 주간드라마 《사랑이 꽃피는 나무》
- 1989년 KBS2 주말드라마 《달빛가족》
- 1990년 KBS1 신년특집극 《구리반지》
- 1990년 KBS 특집드라마 《왕조의 세월》
- 1990년 KBS 농촌기획드라마 《대추나무 사랑 걸렸네》- 오동숙 역
- 1991년 KBS2 미니드라마 《밥상을 차리는 여자》
- 1990년 KBS1 일일드라마 《서울 뚝배기》
- 1991년 KBS2 수목드라마《도둑의 아내》
- 1991년 KBS2 수목드라마 《밥상을 차리는 여자》
- 1992년 MBC 미니시리즈 《질투》
- 1992년 KBS2 미니시리즈 《92 고래사냥》
- 1992년 MBC 주말드라마 《마포 무지개》
- 1992년 SBS 수목드라마 《사랑하는 당신》
- 1993년 SBS 청소년드라마 《열정시대》
- 1993년 KBS2 미니시리즈 《살아남은 자의 슬픔》
- 1994년 KBS2 미니시리즈 《폴리스》
- 1994년 SBS 미니시리즈 《도깨비가 간다》
- 1994년 KBS2 주말드라마 《딸부잣집》
- 1997년 SBS 특별기획드라마 《아름다운 그녀》
- 1997년 MBC 특별기획드라마 《불꽃놀이》
- 1997년 KBS2 청소년드라마 《스타트》
- 1999년 KBS2 미니드라마 《부부클리닉 사랑과 전쟁》
- 2000년 KBS2 주간드라마 《여비서》
- 2000년 iTV 일일시트콤 《헬로우 닥터》
- 2000년 MBC 《전원일기》 980회 부부별곡 (2000년 10월 8일) 순영 친구 역
- 2002년 EBS 주간드라마 《역사탐구 과거와의 대화》
- 2003년 EBS 주간드라마 《역사극장》
- 2001년 SBS 의학미니드라마 《메디컬 센터》
- 2004년 KBS 대하드라마 《불멸의 이순신》
- 2004년 EBS 주간드라마 《네 손톱 끝에 아직 빛이 남아 있어》
- 2006년 tvN 목금드라마 《하이에나》
- 2007년 KBS2 수목드라마 《경성스캔들》
- 2007년 KBS1 전원드라마 《산 너머 남촌에는》
- 2008년 SBS 월화드라마 《사랑해》
- 2009년 KBS2 대하드라마 《천추태후》 ... 충주궁주 역
- 2009년 KBS2 수목드라마 《그저 바라보다가》
- 2010년 KBS2 수목드라마 《신데렐라 언니》 ... 이강숙 친구 역
- 2010년 SBS 월화드라마 《나는 전설이다》
- 2011년 KBS2 월화드라마 《드림하이》 ... 강희선 역
- 2011년 MBC 수목드라마 《넌 내게 반했어》 ... 김주영 역 (특별출연)
- 2011년 KBS1 일일연속극 《당신뿐이야》 ... 오 여사 역
- 2012년 MBC 수목드라마 《해를 품은 달》 ... 김씨 부인 역
- 2012년 MBC 아침드라마 《천사의 선택》 ... 장순옥 역
- 2013년 MBC 아침드라마 《잘났어, 정말!》 ... 장옥자 역
- 2013년 SBS 드라마 스페셜 《너의 목소리가 들려》 ... 도연 모 역
- 2013년 tvN 월화드라마 《빠스껫 볼》 ... 치호 모 역
- 2014년 tvN 금토드라마 《갑동이》 ... 김영미 역
- 2015년 tvN 금요드라마 《초인시대》 ... 엄지 역
- 2015년 tvN 일일연속극 《울지 않는 새》 ... 조혜원 역
- 2015년 SBS 주말 특별기획 《너를 사랑한 시간》 ... 최원의 어머니 역
- 2015년 MBC 주말드라마 《엄마》
- 2016년 MBC 토요드라마 《마이 리틀 베이비》 ... 마정순 역
- 2016년 MBC 아침드라마 《언제나 봄날》 ... 이미선 역
- 2017년 MBC 수목 미니시리즈 《미씽나인》 ... 하지아의 어머니 역
- 2017년 MBC 월화드라마 《파수꾼》 ... 서보미의 어머니 역
- 2019년 SBS 금토드라마 《의사 요한》 ... 마취통증의학과 교수 역
- 2020년 JTBC 금토드라마 《우아한 친구들》 ... 오순정 역

### 영화
- 2003년 《...ing》 ... 윤정 역
- 2004년 《내 남자의 로맨스》 ... 지배인 역
- 2006년 《잘 살아보세》 ... 창수 누이 역
- 2008년 《울학교 이티》 ... 기호 母 역
- 2014년 《조선미녀삼총사》 ... 홍단 어머니 역
- 2015년 《열정같은소리하고있네》 ... 라희 엄마 역
- 2016년 《히야》 ... 시엄마 역
- 2019년 《너의 여자친구》 ... 휘소 모 역

### 연극
- 2012년 《대한민국 연극제 봄날》 ... 동녀 역
- 2012년 《미운남자》 ... 아내 역

### 라디오 프로그램
- 1986년 KBS2 라디오 《한낮의공개쇼》
- 1992년 KBS2 라디오 《즐거운 저녁길》
- 1992년 SBS 라디오 TV개국기념 《전국 노래자랑》
- 1992년 KBS 라디오 《위문열차》

## 홍보대사
- 2012년 한국장애인문화협회 포도학사 평생교육원 홍보대사
- 2015년~2016년 교통안전공단 홍보대사